# Uracantholeptes anomalus
Uracantholeptes anomalus is een hooiwagen uit de familie Gonyleptidae.